# C24H28O4
化学式C24H28O4（摩尔质量：380.48 g/mol）可能指：
- 己烯雌酚二丙酸酯（DESDP），CAS号：130-80-3
- 川芎内酯，CAS号：89354-45-0
- 降胭脂树素
  - 顺式-降胭脂树素，CAS号：626-76-6 
  - 反式-降胭脂树素，CAS号：542-40-5

|  | 这个同类索引页列出了具有相同分子式的化学物（即同分異構體）条目。 除非您是有意链接至本页，否则应将相应条目的内部链接指向正确的条目。 |